# Malakichthys wakiyae
Malakichthys wakiyae is een straalvinnige vissensoort uit de familie van acropomaden (Acropomatidae). De wetenschappelijke naam van de soort werd voor het eerst geldig gepubliceerd in 1925 door Jordan & Hubbs.